# Bidon d'or
Pour les articles homonymes, voir Bidon et Bidone (homonymie).

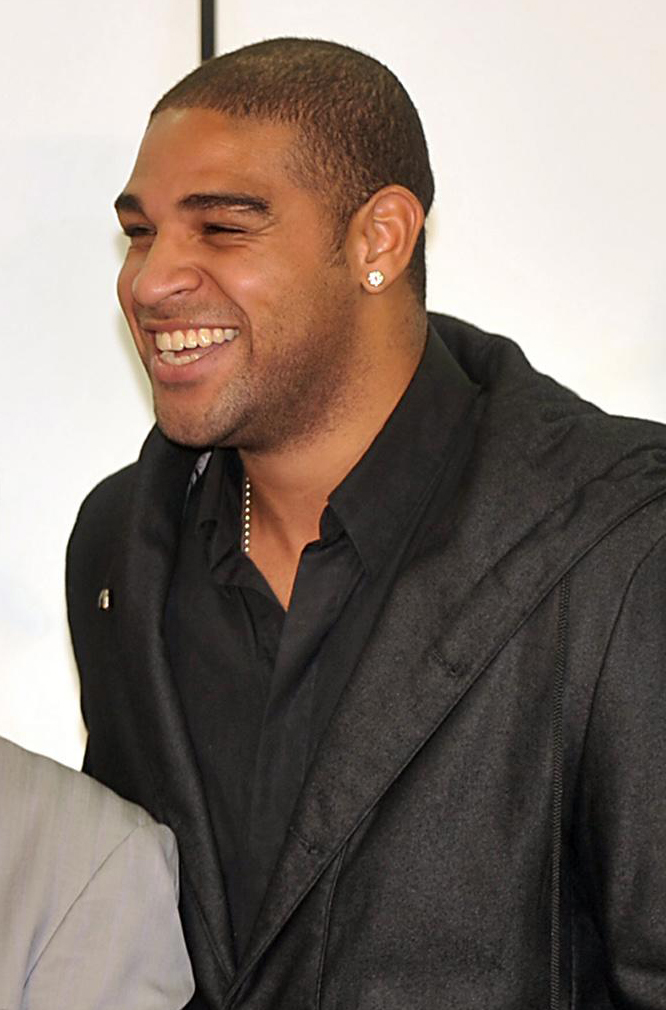
Adriano, plus mauvais joueur de Serie A en 2009

Le Bidon d'or (en italien : Bidone d'oro) est un prix attribué au plus mauvais joueur de football évoluant en Italie, dans lequel étaient placées de fortes attentes.
Ce trophée est semblable au Ballon de plomb et a été créé en 2003 par la chaîne Rai Radio 2 dans l’émission Catersport. Il disparaît quand l'émission est supprimée.

## Historique
| Années | Premier             | Premier                | Premier | Deuxième          | Deuxième          | Deuxième | Troisième            | Troisième              | Troisième |
| Années | Joueur              | Club                   | Points  | Joueur            | Club              | Points   | Joueur               | Club                   | Points    |
| ------ | ------------------- | ---------------------- | ------- | ----------------- | ----------------- | -------- | -------------------- | ---------------------- | --------- |
| 2003   | Rivaldo             | Milan AC & Cruzeiro    | 1 497   | Saadi Kadhafi     | AC Pérouse Calcio | 1 152    | Carsten Jancker      | Udinese Calcio         | 1 034     |
| 2004   | Nicola Legrottaglie | Juventus               | 1 280   | Christian Vieri   | Inter Milan       | 1 225    | Alessandro Del Piero | Juventus               | 1 159     |
| 2005   | Christian Vieri     | Inter Milan & Milan AC | 2 992   | Santiago Solari   | Inter Milan       | 936      | Antonio Cassano      | AS Roma                | 734       |
| 2006   | Adriano             | Inter Milan            | 3 215   | Alberto Gilardino | Milan AC          | 929      | Ricardo Oliveira     | Milan AC               | 895       |
| 2007   | Adriano             | Inter Milan            | 2 616   | Dida              | Milan AC          | 1 422    | Ronaldo              | Milan AC               | 1 110     |
| 2008   | Ricardo Quaresma    | FC Porto & Inter Milan | 3 001   | Christian Vieri   | Atalanta Bergame  | 1 792    | Adriano              | Inter Milan            | 1 656     |
| 2009   | Felipe Melo         | Fiorentina & Juventus  | 4 289   | Ricardo Quaresma  | Inter Milan       | 3 868    | Tiago                | Juventus               | 1 873     |
| 2010   | Adriano             | Flamengo & AS Roma     | 4 064   | Amauri            | Juventus          | 2 313    | Ronaldinho           | Milan AC               | 1 832     |
| 2011   | Diego Milito        | Inter Milan            | 3 099   | Amauri            | Juventus          | 2 991    | Miloš Krasić         | Juventus               | 2 180     |
| 2012   | Alexandre Pato      | Milan AC               | 757     | Nicklas Bendtner  | Juventus          | 620      | Lúcio                | Inter Milan & Juventus | ???       |

### Classement par club
| N° | Club        | Joueurs                                                          | Prix |
| -- | ----------- | ---------------------------------------------------------------- | ---- |
| 1  | Inter Milan | Adriano (2006, 2007) Ricardo Quaresma (2008) Diego Milito (2011) | 4    |
| 2  | Milan AC    | Rivaldo (2003) Christian Vieri (2005) Alexandre Pato (2012)      | 3    |
| 3  | Juventus    | Nicola Legrottaglie (2004) Felipe Melo (2009)                    | 2    |
| 4  | AS Roma     | Adriano (2010)                                                   | 1    |

### Classement par nationalité
| N° | Pays      | Joueurs                                                                            | Prix |
| -- | --------- | ---------------------------------------------------------------------------------- | ---- |
| 1  | Brésil    | Rivaldo (2003) Adriano (2006, 2007, 2010) Felipe Melo (2009) Alexandre Pato (2012) | 6    |
| 2  | Italie    | Nicola Legrottaglie (2004) Christian Vieri (2005)                                  | 2    |
| 3  | Portugal  | Ricardo Quaresma (2008)                                                            | 1    |
| 3  | Argentine | Diego Milito (2011)                                                                | 1    |